# Setge de Trípoli (1271)
El primer setge de Trípoli fou una operació de captura de la ciutat de Trípoli efectuada per Bàybars, soldà mameluc del Caire, el 1271. El seu defensor Bohemon VI d'Antioquia aconseguí resistir l'atac mentre el príncep anglès Eduard i el rei de Xipre pactaven una treva que hauria de durar almenys 10 anys. L'exèrcit musulmà abandonà el setge, encara que tornaria el 1289 obtenint el resultat esperat.

## Context
A mitjan segle xiii, els estats croats havien estat perdent territori contínuament, sota la pressió dels mamelucs pel sud, i l'avanç dels mongols per l'est, amb ajuda insuficient per part d'Europa. Vers el 1260, el comte Bohemon VI, per consell del seu sogre Hethum I d'Armènia, havia sotmès Antioquia i el Comtat de Trípoli a l'Imperi Mongol, contribuint amb tropes en les lluites d'aquests contra els musulmans.
El 1268, els mamelucs assetjaren i capturaren Antioquia, cosa que deixà l'estat de Bohemon reduït a Trípoli.

## El setge
Tres anys després, Bàybars muntà campament als afores de Trípoli i envià una carta a Bohemon amenaçant-lo amb la total destrucció si no la lliurava i menyspreant-lo per haver fet aliança amb el cap mongol Abaqa: 
| «                                     | Les nostres banderes grogues han repel·lit les vostres roges i el so de les campanes ha estat reemplaçat per la crida: "Allâh Akbar!" (...) Vigileu les vostres muralles i les vostres esglésies perquè aviat les nostres màquies de setge aniran contra elles; aviseu els vostres cavallers que aviat les nostres espases els invitaran a sortir de les seves llars (...) Nosaltres els demostraren de què serveix la vostra aliança amb Abaqa. | » |
| — Carta de Bàybars a Bohemon VI, 1271 | |   |

Bohemon implorà una treva, per no perdre també Trípoli. Bàybars se'n rigué de la seva manca de coratge i li demanà que pagués totes les despeses de la campanya dels mamelucs. Bohemon no tingué prou orgull per refusar l'oferiment. Fins al moment l'exèrcit mamelucs havia capturat cada castell dels croats situat lluny de la costa, però els mamelucs havien sentit rumors sobre l'arribada de més cavallers cristians, els de la Novena Croada, dirigida pel príncep Eduard d'Anglaterra. Eduard desembarcà a Acre el 9 de maig del 1271, i tot seguit anà a trobar-se amb Bohemon i el seu cosí Hug III de Xipre.
Bàybars acceptà la treva, al maig abandonà el setge de Trípoli i envià el seu exèrcit a Damasc, esperant el moment propici per a altres batalles.

## Repercussions
El príncep Eduard intentà d'arribar a un acord amb els mongols per efectuar un atac conjunt contra els mamelucs, però l'escoltaren perquè els mamelucs tenien en aquell moment conflictes interns. Mentrestant participà en la defensa d'alguns territoris com Qaqun, però conscient que l'exèrcit que tenia era insuficient contra els mamelucs, tornà a Anglaterra.
El segon setge de Trípoli fou el 1289, organitzat per Qalàwun, el qual destruí totalment la ciutat i en feu construir una de nova, que seria part de l'Imperi Mameluc. Després començà a fer plans per apoderar-se del darrer estat important dels croats, Sant Joan d'Acre, però morí el 1290. De tota manera acabaria caient el 1291, per iniciativa del fill de Qalàwun, Al-Àixraf Khalil.